# Sorriso Novo (álbum de Fagner)
Sorriso Novo é o nono álbum de estúdio do cantor, compositor e instrumentista cearense Raimundo Fagner lançado pelo selo CBS em 1982.

## Faixas
1. "Qualquer Música"  (poema de Fernando Pessoa musicado por Fagner)
2. "Tudo é Verdade"
3. "Fumo"  (poema de Florbela Espanca musicado por Raimundo Fagner)
4. "Tortura"  (poema de Florbela Espanca musicado por Raimundo Fagner)
5. "Sorriso Novo"
6. "Vapor do Luna"
7. "Orós II"
8. "Homem Feliz"
9. "Sambalatina"
10. "Pensamento"

## Ligação externa
- "Sorriso Novo" de Fagner no allmusic (em inglês)